# Championnats d'Europe de taekwondo 2002
Navigation
Édition précédente Édition suivante
Les championnats d'Europe de taekwondo 2002 ont eu lieu entre le 6 et le 10 mai 2002 à Samsun, en Turquie. Il s'agit de la quatorzième édition des championnats d'Europe de taekwondo.

## Podiums

### Hommes
| Catégorie             | Or              | Argent              | Bronze               |
| --------------------- | --------------- | ------------------- | -------------------- |
| Poids Fin (–54 kg)    | Mert Tuncer     | Juan Antonio Ramos  | Seïfoulla Magomedov  |
| Poids Fin (–54 kg)    | Mert Tuncer     | Juan Antonio Ramos  | Muhammad Öztürk      |
| Poids mouche (–58 kg) | Ludovic Vo      | Alexandr Zhapozhnik | Elnur Armanov        |
| Poids mouche (–58 kg) | Ludovic Vo      | Alexandr Zhapozhnik | Muhammed Ali Karatas |
| Poids coq (–62 kg)    | Omar Badía      | Dennis Mollet       | Erdal Aylanc         |
| Poids coq (–62 kg)    | Omar Badía      | Dennis Mollet       | Endre Steffensen     |
| Poids plume (–67 kg)  | Ioanis Georgios | Abdelkrim Hohoud    | Dennis Bekkers       |
| Poids plume (–67 kg)  | Ioanis Georgios | Abdelkrim Hohoud    | Ruslan Magomedov     |
| Poids léger (–72 kg)  | Ertan Baştuğ    | Rashad Agmadov      | Tommy Mollet         |
| Poids léger (–72 kg)  | Ertan Baştuğ    | Rashad Agmadov      | Claudio Nolano       |
| Poids Welter (–78 kg) | Bekir Aydın     | Fagan Umudov        | Tomislav Bučanac     |
| Poids Welter (–78 kg) | Bekir Aydın     | Fagan Umudov        | Mathias Gabriel      |
| Poids moyens (–84 kg) | Bahri Tanrıkulu | Mickaël Borot       | Jon García Aguado    |
| Poids moyens (–84 kg) | Bahri Tanrıkulu | Mickaël Borot       | Patrick Stevens      |
| Poids lourds (+84 kg) | Ferry Greevink  | Ali Özen            | Teemu Heino          |
| Poids lourds (+84 kg) | Ferry Greevink  | Ali Özen            | Ken Holter           |

### Femmes
| Catégorie             | Or                 | Argent               | Bronze                 |
| --------------------- | ------------------ | -------------------- | ---------------------- |
| Poids Fin (–47 kg)    | Brigitte Yagüe     | Kadriye Selimoğlu    | Svetlana Cherasimovich |
| Poids Fin (–47 kg)    | Brigitte Yagüe     | Kadriye Selimoğlu    | Maria Tseriotou        |
| Poids mouche (–51 kg) | Döndü Güvenç       | Lana Banelli         | Cathiana Grosset       |
| Poids mouche (–51 kg) | Döndü Güvenç       | Lana Banelli         | Svetlana Noskova       |
| Poids coq (–55 kg)    | Gwladys Épangue    | Pamela Agostinelli   | Sandra Nitschke        |
| Poids coq (–55 kg)    | Gwladys Épangue    | Pamela Agostinelli   | Ivana Vujčić           |
| Poids plume (–59 kg)  | Cristiana Corsi    | Margarita Mkrtuchian | Zeynep Murat           |
| Poids plume (–59 kg)  | Cristiana Corsi    | Margarita Mkrtuchian | Sonia Reyes            |
| Poids léger (–63 kg)  | Ayşenur Taşbakan   | Muriel Bujalance     | Yulia Krasnopolskaya   |
| Poids léger (–63 kg)  | Ayşenur Taşbakan   | Muriel Bujalance     | Caroline Persson       |
| Poids Welter (–67 kg) | Ylona van Deutekom | Elisavet Mystakidou  | Luisa Arnanz           |
| Poids Welter (–67 kg) | Ylona van Deutekom | Elisavet Mystakidou  | Yvonne Timm            |
| Poids moyens (–73 kg) | Natalia Ivanova    | Sarah Stevenson      | Alesia Cherniavskaya   |
| Poids moyens (–73 kg) | Natalia Ivanova    | Sarah Stevenson      | Güler Gençtürkoğlu     |
| Poids lourds (+73 kg) | Nataša Vezmar      | Aitziber los Arcos   | Arzu Er                |
| Poids lourds (+73 kg) | Nataša Vezmar      | Aitziber los Arcos   | Maria Zhuravskaya      |

## Tableau des médailles
| Rang  | Nation      | Or | Argent | Bronze | Total |
| ----- | ----------- | -- | ------ | ------ | ----- |
| 1     | Turquie     | 6  | 2      | 3      | 11    |
| 2     | Espagne     | 2  | 3      | 3      | 8     |
| 3     | Pays-Bas    | 2  | 1      | 3      | 6     |
| 4     | France      | 2  | 1      | 1      | 4     |
| 5     | Russie      | 1  | 1      | 3      | 5     |
| 6     | Croatie     | 1  | 1      | 2      | 4     |
| 7     | Grèce       | 1  | 1      | 1      | 3     |
| 7     | Italie      | 1  | 1      | 1      | 3     |
| 9     | Azerbaïdjan | 0  | 2      | 2      | 4     |
| 10    | Belgique    | 0  | 1      | 0      | 1     |
| 10    | Royaume-Uni | 0  | 1      | 0      | 1     |
| 10    | Ukraine     | 0  | 1      | 0      | 1     |
| 13    | Allemagne   | 0  | 0      | 5      | 5     |
| 14    | Biélorussie | 0  | 0      | 3      | 3     |
| 15    | Norvège     | 0  | 0      | 2      | 2     |
| 16    | Autriche    | 0  | 0      | 1      | 1     |
| 16    | Finlande    | 0  | 0      | 1      | 1     |
| 16    | Suède       | 0  | 0      | 1      | 1     |
| Total | Total       | 16 | 16     | 32     | 64    |